# An II
 (novembre 2024).
Si vous disposez d'ouvrages ou d'articles de référence ou si vous connaissez des sites web de qualité traitant du thème abordé ici, merci de compléter l'article en donnant les références utiles à sa vérifiabilité et en les liant à la section « Notes et références ».
XVIIe siècle |
XVIIIe siècle |
XIXe siècle
Années 1780 | Années 1790 | Ère républicaine | Années 1800 | Années 1810
1789 | 1790 | 1791 | 1792 | 1793 | an II | an III | an IV | an V | an VI | an VII | an VIII | an IX | an X
L'an II du calendrier républicain correspond aux années 1793 et 1794 du calendrier grégorien. Le calendrier entre en vigueur à partir du 6 octobre 1793 (15 vendémiaire II), au lendemain de la date du décret l’instituant ; l'année se termine le 21 septembre 1794.

## Événements

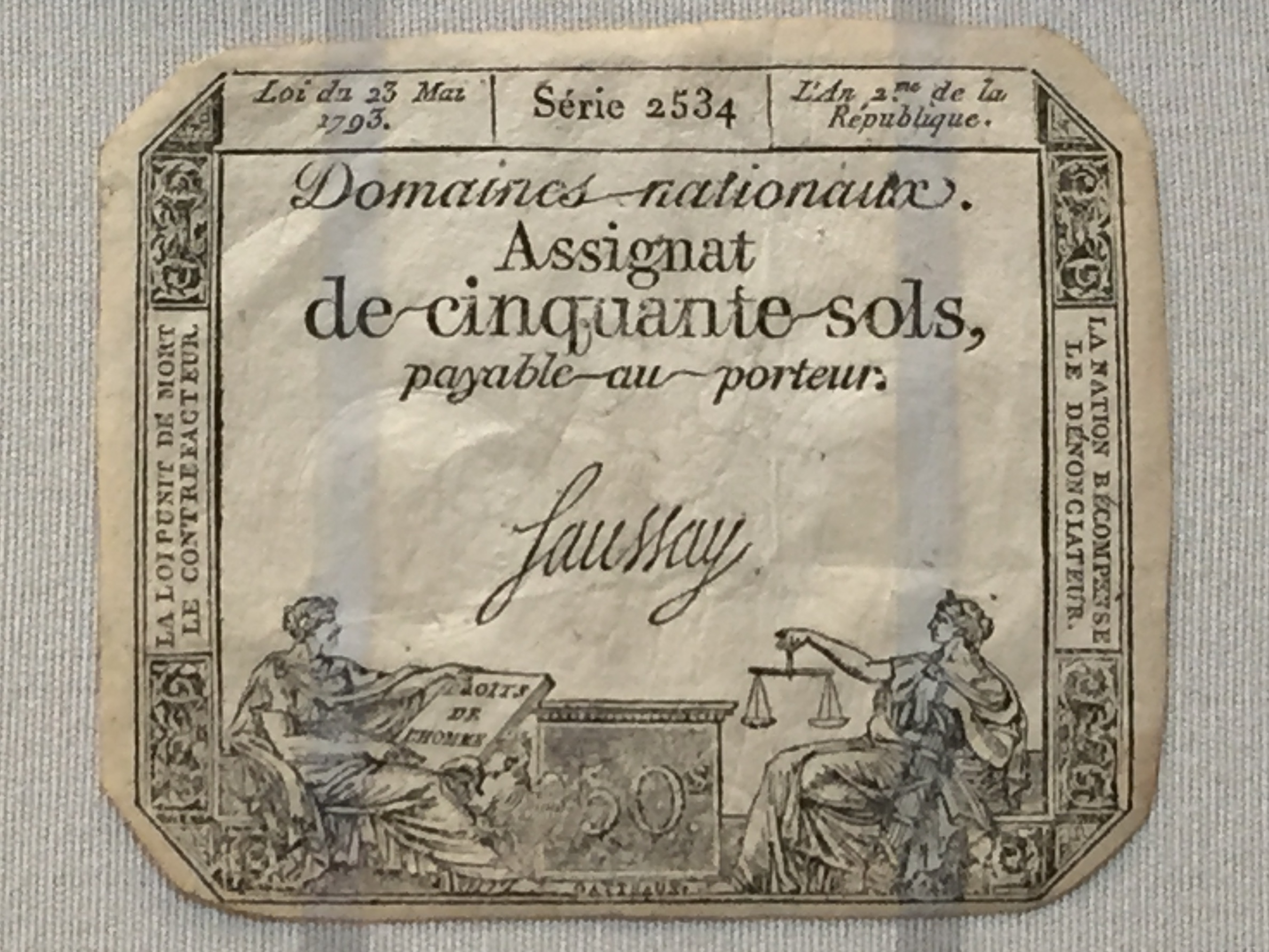
Assignat de l'an II.

- 15 vendémiaire (6 octobre 1793) : adoption du calendrier républicain.
- 18 vendémiaire (9 octobre 1793) :
  - culte de la Raison.
  - reprise de Lyon.
- 19 vendémiaire (10 octobre 1793) : le gouvernement est déclaré révolutionnaire jusqu'à la paix.
- 25 vendémiaire (16 octobre 1793) : 
  - exécution de Marie-Antoinette, guillotinée ;
  - bataille de Wattignies.
- 26 vendémiaire (17 octobre 1793) : défaite des Vendéens à Cholet.
- 10 brumaire (31 octobre 1793) : exécution des Girondins.
- 12 brumaire (3 novembre 1793) : bataille d'Ernée.
- 20 brumaire (10 novembre 1793) : culte de la Raison.
- 22 frimaire (12 décembre 1793) : les Vendéens sont vaincus au Mans.
- 29 frimaire (19 décembre 1793) : reprise de Toulon des Britanniques.
- 3 nivôse (23 décembre 1793) : les Vendéens sont écrasés à Savenay. Fin de la Virée de Galerne.
- 23 nivôse (12 janvier 1794) : scandale de la Compagnie des Indes.
- 2 pluviôse (21 janvier 1794) : les « colonnes infernales » de Turreau en Vendée.
- 12 pluviôse (31 janvier 1794) : décret relatif aux châteaux-forts et forteresses susceptibles d'être démolis entièrement ou partiellement
- 16 pluviôse (4 février 1794) : la Convention abolit l'esclavage des Noirs dans les colonies.
- En ventôse/germinal (mars), début de la Chouannerie.
- 4 germinal (24 mars 1794) : exécution des Hébertistes.
- 10 germinal (30 mars 1794) : arrestation  nocturne de Danton.
- 16 germinal (5 avril 1794) : exécution de Danton et de ses partisans.
- 21 germinal (10 avril 1794) : procès de la « conspiration de la prison de Luxembourg ».
- 18 floréal (7 mai 1794) : culte de l'Être Suprême.
- 13 prairial (1er juin 1794) : création de l'École de Mars.
- 20 prairial (8 juin 1794) : fête de l'Être suprême.
- 22 prairial (10 juin 1794) : début de la grande terreur.
- 8 messidor (26 juin 1794) : l'armée française de Jourdan remporte la victoire sur les troupes britanno-hollandaises à Fleurus.
- 2 thermidor (20 juillet 1794) : décret du 2 thermidor an II sur l’emploi de la langue française. Promulgation de la terreur linguistique.
- 9 thermidor (27 juillet 1794) : coup d'État du 9 Thermidor : chute des robespierristes.
- 10 thermidor (28 juillet 1794) : exécution de Maximilien de Robespierre, Louis Saint-Just, Georges Couthon et d'autres robespierristes. L'exécution de Robespierre met fin à la Terreur. C'est le début de la réaction thermidorienne.
- 18 thermidor (5 août 1794) : début de l'occupation britannique de la Corse (fin en l’an III/an IV (1796)).
- 7 fructidor (24 août 1794) : réorganisation du gouvernement révolutionnaire.
- Jour du génie (18 septembre 1794) : loi sur la séparation des Églises et de l'État.
- Création de l'École polytechnique par Gaspard Monge et Lazare Carnot.

## Décès
- 25 vendémiaire (16 octobre 1793) : Marie-Antoinette, reine de France.
- 13 brumaire (3 novembre 1793) : Olympe de Gouges, théoricienne du féminisme.
- 16 brumaire (6 novembre 1793) : Louis-Philippe, duc d'Orléans (Louis Philippe d'Orléans (1747-1793)).
- 9 germinal (le 29 mars 1794) : Marie Jean Antoine Nicolas de Caritat, marquis de Condorcet, homme politique, savant, penseur, mathématicien.
- 16 germinal (5 avril 1794) : 
  - Fabre d'Églantine, poète.
  - Georges Jacques Danton, homme politique français.
  - Camille Desmoulins, journaliste et homme politique français.
  - Hérault de Séchelles, homme d'État.
- 4 floréal (23 avril 1794) : Guillaume-Chrétien de Lamoignon de Malesherbes, homme d'État.
- 19 floréal (8 mai 1794) : Antoine Laurent de Lavoisier, chimiste français.
- 7 thermidor (25 juillet 1794) : André Chénier, poète français.
- 10 thermidor (28 juillet 1794) :
  - Georges Couthon, avocat.
  - Maximilien de Robespierre, homme politique français.
  - Louis Saint-Just, homme politique français.

## Concordance
| 1 Vendémiaire  | 22 septembre |
| 9 Vendémiaire  | 30 septembre |
| 10 Vendémiaire | 1er octobre  |
| 30 Vendémiaire | 21 octobre   |
| 1 Brumaire     | 22 octobre   |
| 10 Brumaire    | 31 octobre   |
| 11 Brumaire    | 1er novembre |
| 30 Brumaire    | 20 novembre  |
| 1 Frimaire     | 21 novembre  |
| 10 Frimaire    | 30 novembre  |
| 11 Frimaire    | 1er décembre |
| 30 Frimaire    | 20 décembre  |
| 1 Nivôse       | 21 décembre  |
| 11 Nivôse      | 31 décembre  |

| 12 Nivôse   | 1er janvier |
| 30 Nivôse   | 19 janvier  |
| 1 Pluviôse  | 20 janvier  |
| 12 Pluviôse | 31 janvier  |
| 13 Pluviôse | 1er février |
| 30 Pluviôse | 18 février  |
| 1 Ventôse   | 19 février  |
| 10 Ventôse  | 28 février  |
| 11 Ventôse  | 1er mars    |
| 30 Ventôse  | 20 mars     |
| 1 Germinal  | 21 mars     |
| 11 Germinal | 31 mars     |
| 12 Germinal | 1er avril   |
| 30 Germinal | 19 avril    |

| 1 Floréal    | 20 avril    |
| 11 Floréal   | 30 avril    |
| 12 Floréal   | 1er mai     |
| 30 Floréal   | 19 mai      |
| 1 Prairial   | 20 mai      |
| 12 Prairial  | 31 mai      |
| 13 Prairial  | 1er juin    |
| 30 Prairial  | 18 juin     |
| 1 Messidor   | 19 juin     |
| 12 Messidor  | 30 juin     |
| 13 Messidor  | 1er juillet |
| 30 Messidor  | 18 juillet  |
| 1 Thermidor  | 19 juillet  |
| 13 Thermidor | 31 juillet  |

| 14 Thermidor | 1er août      |
| 30 Thermidor | 17 août       |
| 1 Fructidor  | 18 août       |
| 14 Fructidor | 31 août       |
| 15 Fructidor | 1er septembre |
| 30 Fructidor | 16 septembre  |

| de la vertu     | 17 septembre |
| du génie        | 18 septembre |
| du travail      | 19 septembre |
| de l’opinion    | 20 septembre |
| des récompenses | 21 septembre |